# Casa Felipó

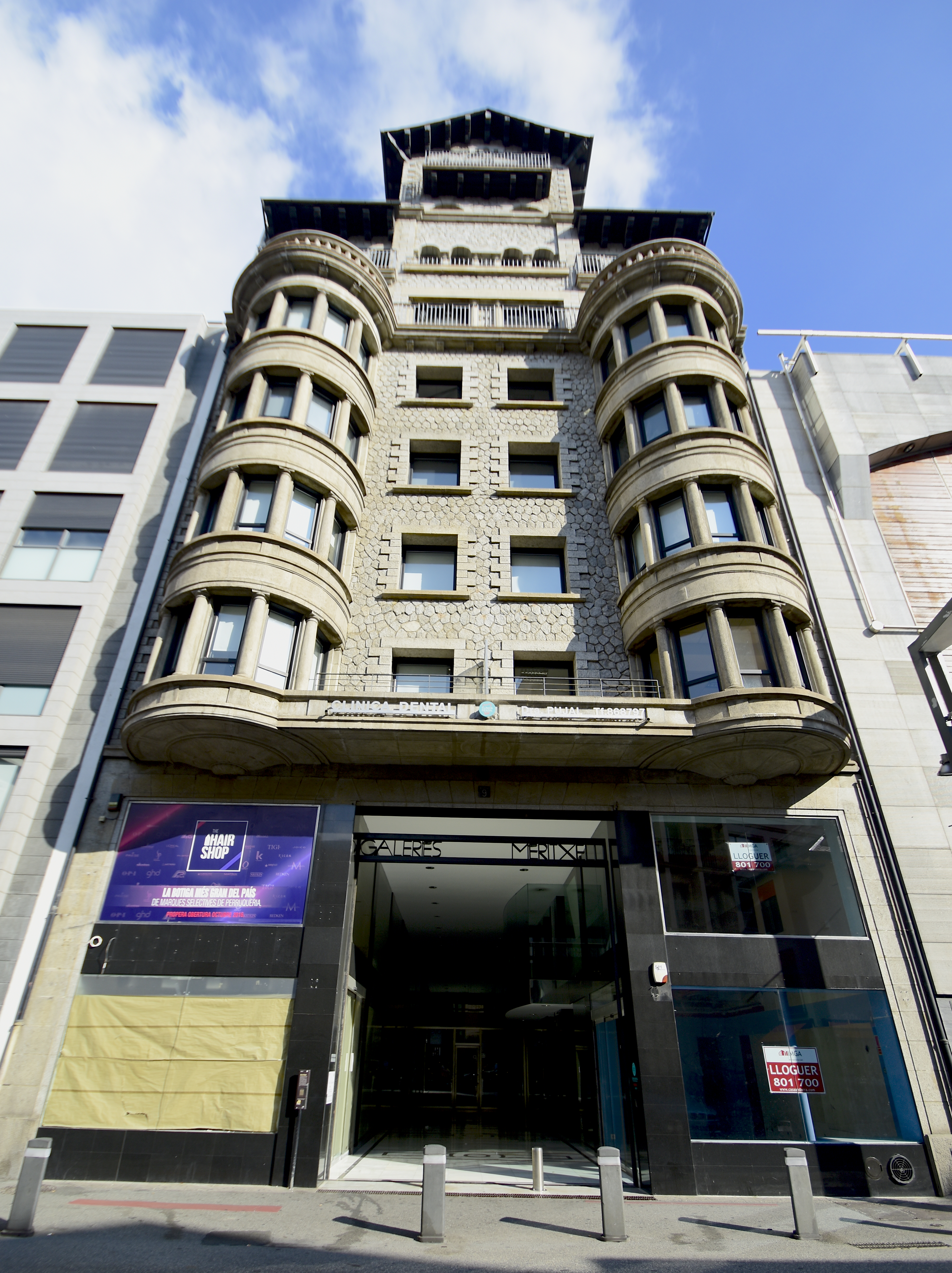
Casa Felipó, Andorra.

Casa Felipó ist ein historisches Wohn- und Geschäftshaus in Andorra la Vella im Fürstentum Andorra. Es ist als Kulturerbe in der Denkmalliste Identificador Nº 98 von Andorra eingetragen.
Der Bau wurde 1948 durch den katalanischen Architekten Agustí Borrell Sensat (1910–1971) im Auftrag des andorranischen Geschäftsmannes Josep Mariné Mèlich errichtet.  Casa Felipó besteht aus einem Erdgeschoss und acht Etagen mit Zwischengeschoss. Das auf der Fassadenseite verwendete Material ist Granitstein in Form von unregelmäßig angeordneten Blöcken in der typisch andorranischen Granitarchitektur. Die aus der Außenwand hervortretenden acht halbrunden Erker mit Fenster bieten den Bewohnern einen Blickwinkel von 180° auf die Hauptstraße  Avinguda Meritxell. Die obersten drei Etagen mit aufgesetzter Mansardenwohnung und einem Turm verfügen über Balkone und Galerien mit Rundbögen aus Naturstein.